# Flemming Quaade
Flemming Quaade (11. juni 1923 i København – 4. maj 2007) var en dansk læge og ernæringsekspert. Han var endvidere kendt i offentligheden som opfinder af slankemidlet Nupo.
Flemming Quaade koncentrerede sin lægelige indsats om ernæringsområdet og fedmeproblemet i særdeleshed. I 1949 fik han således Københavns Universitets guldmedalje for en afhandling om fede børn. Nogle år, i 1955, senere skrev han doktordisputats om samme emne, og senere kom der flere videnskabelige udgivelser om ernærning.
Han virkede som læge på adskillige af hovedstadens hospitaler; Nørre Hospital, Rudolph Bergs Hospital, Københavns Kommunehospital og Blegdamshospitalet. I 1965 blev han overlæge på Bispebjerg Hospital, hvor han var frem til 1975, hvorefter han blev ansat i samme hospital på Hvidovre Hospital frem til 1989. Han fungerede en overgang som professor i intern medicin på Københavns Universitet. Som forsker og læge så han dog også kommercielle muligheder, og han tog initiativ til en industriel fremstilling af et slankemiddel, Nupo, der opnåede pæn succes, men også blev genstand for nogen polemik.
I 1990'erne rejste nogle journalister kritik af Nupo, og efter en diskussion herom for åben skærm med DR's Jens Olaf Jersild anmeldte Quaade denne for injurier. Denne sag tabte Quaade dog i 1999.
Han er begravet på Frederiksberg Ældre Kirkegård.